# Wouter van Someren
Wouter van Someren (Dordrecht, 28 september 1991), beter bekend onder zijn nickname Handewasser, is een Nederlands eSporter. Zijn carrière begon in 2006 op de World Cyber Games, waar hij Project Gotham Racing 3 speelde. Tijdens dit toernooi werd hij, hoewel hij evenveel punten had als de nummer 1 en 2 in zijn poul, derde in de poul en ging niet door naar de knock-outrondes. In 2007 deed hij opnieuw mee en won de World Cyber Games met Project Gotham Racing 3. In 2008 verdedigde hij zijn titel met succes met het spel Project Gotham Racing 4. Hij is hiermee de jongste speler in de hall of fame van WCG (waar spelers met minstens 2 eerste plaatsen staan). In 2010 deed hij opnieuw mee met de WCG met het spel Forza Motorsport 3, maar haalde daar een derde plaats.